# Nicolás Kicker
Nicolás Kicker (nascido em 16 de agosto de 1992) é um jogador argentino de tênis profissional.